# 母親的名叫台灣
母親ㄟ名叫台灣是一首極具有台灣本土意識的台語歌曲，由王文德作詞作曲，並由台灣歌手蔡振南主唱。

## 簡介
〈母親的名叫台灣〉作者王文德是一名貨車司機，業餘亦從事本土歌曲的創作。王文德曾經call in至由吳念真主持的綠色和平電台節目《台灣香火》中，由於他十分欣賞蔡振南所演唱的〈心事誰人知〉，因此將本曲指定由蔡振南演唱。後來，蔡振南經典詮釋了這首歌曲，除廣為傳唱外，更使得本曲堪稱為台灣本土音樂創作中最能抒發台灣情感的歌曲之一。台灣戒嚴與白色恐怖時期，本土意識一直為國民政府所壓抑；解嚴之後，因為本曲的出現，使得台灣人民追求自由、認同台灣、關懷本土的心聲再次被傳達。由於本曲歌名與歌詞內容中傳達土地或國家認同的意涵十分明確，因此於早期的台灣地下電台和選舉場合經常被使用；也因此，本曲早期也經常出現在主張台灣獨立或強調自我認同的泛綠政黨選舉候選人的造勢場合中。
2003年12月24日，藝人林安迪在立法院舉辦新歌發表會，與泛綠立法委員高歌〈母親的名叫台灣〉，並慶祝與其妻陳慧娥（阿娥）結婚15週年。

## 曲目
| 曲序 | 曲目           |        | 作曲   | 演唱者 |
| ---- | -------------- | ------ | ------ | ------ |
| 1.   | 母親的名叫台灣 | 王文德 | 王文德 | 蔡振南 |

## 外部連結
- YouTube上的母親ㄟ名叫台灣 / 蔡振南.reichun.2007年8月11日